# 光红素
光红素（英语：Lumirubin）也称光胆素，是胆红素的结构异构体，是在用于治疗新生儿黄疸的光疗过程中形成的。这种极性异构体是光疗中的蓝绿光产生的，具有对白蛋白的活性位点，其效果被认为比胆红素的毒性小。光红素排泄到胆汁或尿液中。ZZ、ZE、EE和EZ是胆红素的四种结构异构体。ZZ是稳定的、更难溶的形式。其他形式相对可溶，被称为光红素。光疗法将ZZ形式转化为光红素。单葡萄糖醛酸化的光红素易于排出体外。